# Tomoplagia discolor
Tomoplagia discolor är en tvåvingeart som först beskrevs av Friedrich Hermann Loew 1862.  Tomoplagia discolor ingår i släktet Tomoplagia och familjen borrflugor. Inga underarter finns listade i Catalogue of Life.